# Air BC
Air BC — упразднённая канадская региональная авиакомпания со штаб-квартирой в Ричмонде. Позже она стала частью авиакомпании Air Canada Jazz. Air BC владела авиакомпанией Air Canada Connector от имени Air Canada в рамках соглашения о совместном использовании кодов. 

## История

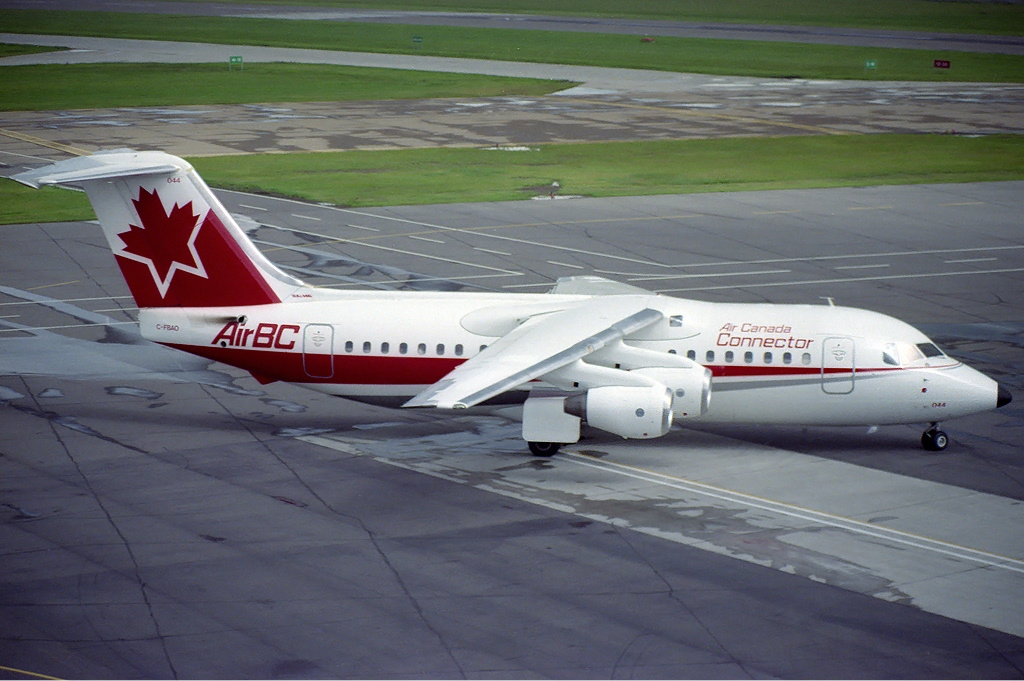
BAe 146-200 в Air Canada Connector ливрее в 1989 году в настоящее закрытом Edmonton City Center Airport (YXD).

Air BC была основана в 1980 году после слияния (группой Джима Паттисона) ряда местных авиакомпаний западного побережья: Calumet Air Service, Canadian Air Transit, Flight Operation, Gulf Air Aviation, Haida Airlines, Island Airlines, Omineca Air Services, Pacific Coast Air Services и West Coast Air Services. Появился объединённый флот.
В 1987 году Air Canada приобрела 85% Air BC, и Air BC стала региональным партнером Air Canada, действующим как Air Canada Connector. Air BC вступила в эру реактивных самолётов в 1988 году с самолётом British Aerospace BAe 146-200, который был единственным типом реактивного лайнера, когда-либо эксплуатируемым авиаперевозчиком. В 1994 году авиакомпания эксплуатировала реактивные самолеты British Aerospace Jetstream 31 в рамках своих фидерных услуг по код-шерингу Air Canada Connector. Также были представлены турбовинтовые самолёты DHC-8 Dash 8-300. В марте 1995 года Air Canada приобрела оставшиеся акции Air BC.
В январе 2001 года была создана недавно объединённая авиакомпания под названием Air Canada Regional Inc. Эта компания, находящаяся в полной собственности Air Canada, объединила в себе сильные стороны пяти региональных авиакомпаний — Air BC, Air Nova, Air Ontario, Air Alliance и Canadian Regional Airlines. Объединение этих пяти компаний было завершено в 2002 году и ознаменовалось запуском нового названия и бренда: Air Canada Jazz.

## Воздушный флот
- British Aerospace BAe 146-200
- British Aerospace BAe Jetstream 31
- de Havilland Canada DHC-6 Twin Otter
- de Havilland Canada DHC-7 Dash 7
- de Havilland Canada DHC-8-100 Dash 8
- de Havilland Canada DHC-8-300 Dash 8

## Примечания

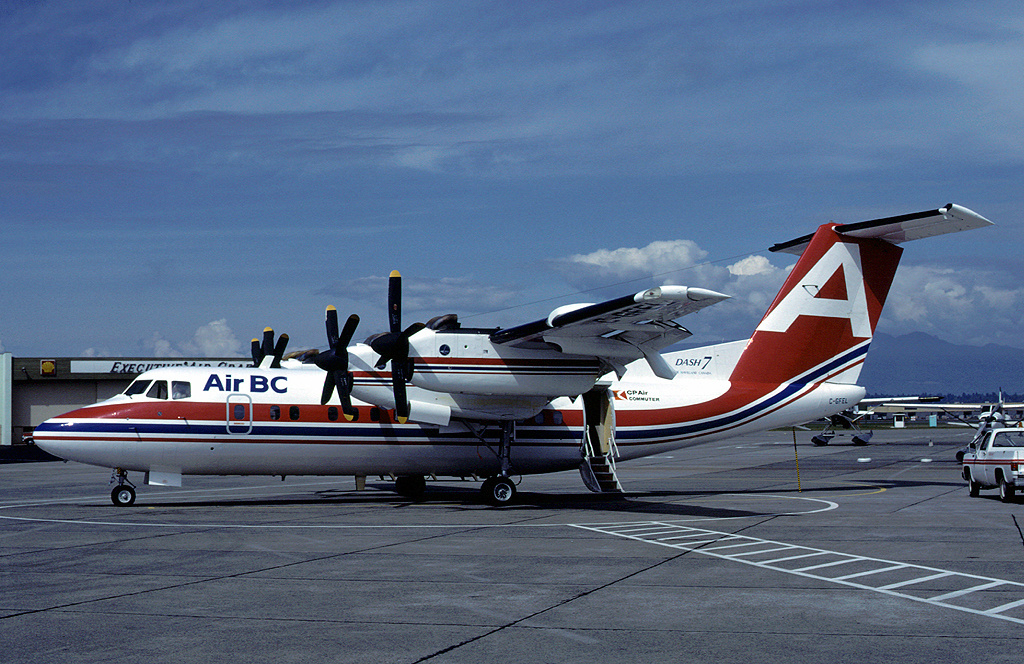
DHC-7 с ливреей Air BC в 1983 году, международный аэропорт Ванкувера (YVR)